# تمدن: فراتر از زمین
تمدن: فرا زمین (انگلیسی: Civilization: Beyond Earth) یک بازی ویدئویی در سبک استراتژی نوبتی ۴اکس است که توسط فیراکسیس گیمز توسعه یافته و به‌وسیلهٔ ۲کا گیمز و در سال ۲۰۱۴ منتشر شد. «تمدن: فرا زمین» در پلت‌فرم‌های مایکروسافت ویندوز، لینوکس، و اواس ده منتشر شده است. یک بسته الحاقی تحت عنوان امواج خروشان، در ۹ اکتبر ۲۰۱۵ عرضه شد.